# Inferno (película de 1980)
Inferno (Infierno en Hispanoamérica) es una película de 1980 del realizador italiano Dario Argento. Continuación temática de Suspiria, es la segunda película de la trilogía cinematográfica conocida como Las tres madres. Formalmente, Inferno toma una gran cantidad de elementos de Suspiria, como es un irreal y extremado uso del color y una cuidada escenografía. Sin embargo, presenta notables diferencias estilísticas, siendo Inferno una obra más sombría y violenta. La gran cantidad de elementos simbólicos presentes en el filme, que incluyen referencias continuas a la alquimia, y su oscuro lenguaje narrativo hacen de Inferno el filme más complejo y críptico de Argento. Fue incluida entre los 50 mejores films de terror de todos los tiempos por la revista especializada Total Film.
Argento ha declarado en múltiples ocasiones que Inferno es su film favorito, del que se siente especialmente orgulloso. Sus principales intérpretes son Irene Miracle, Leigh McCloskey, Veronica Lazăr y Eleonora Giorgi.

## Sinopsis
La poetisa Rose Elliot reside en un extraño, decadente y antiguo edificio de apartamentos neoyorquino. A sus manos ha llegado un inquietante libro en latín que la obsesiona: en sus páginas, un alquimista y arquitecto llamado Emilio Varelli confiesa haber construido la residencia de Las Tres Madres, tres perversas brujas de enorme poder que dominan el mundo a través del dolor, las lágrimas y la oscuridad, y Rose está convencida de que una de esas siniestras casas no es otra que ese mismo edificio. Temerosa, le envía una carta a su hermano Mark para que la ayude a resolver el misterio. Siguiendo las pistas dejadas por Varelli, Rose investiga en el sótano, donde se encuentra con un bello salón de baile inundado ; allí Rose confirma sus sospechas: aquella no es otra que la residencia de la Mater Tenebrarum, la Madre de las Tinieblas. Antes de salir a la superficie, ella es interrumpida por cuerpos en estado de descomposición. Aterrorizada, Rose vuelve a su apartamento sin darse cuenta de que es perseguida por un ser sombrío.
En Roma, Mark Elliot recibe la carta escrita por su hermana en su clase de musicología. Antes de leerla completamente, es hechizado por los ojos de una hermosa e inquietante estudiante con un gato blanco, que se retira antes de terminar la clase. Sara, una amiga de Mark, recoge la carta de Rose, que el joven había olvidado. Horrorizada por el contenido, decide investigar sobre las tres madres en la enorme biblioteca de su colegio. Allí consigue encontrar el libro que Rose había adquirido y descubre que la Mater Lachrymarum, la Madre de las Lágrimas, está a cargo de su colegio. Intentando huir de una figura oscura llega a un laboratorio de química donde es atacada por su respectivo alquimista. La joven consigue escapar con vida de aquel instituto pero una vez en su casa, ella y su vecino, Carlo, son asesinados a puñaladas por la Mater Lacrymarum, y posteriormente Mark encuentra sus cuerpos. En un taxi, la estudiante de música se retira del lugar, dando a entender que ella es Lacrymarum.
Rose intenta llamar a Mark, pero la recepción no es muy buena. Asustada, intenta pensar cómo huir del edificio pero antes de hacer nada, dos seguidores de la Mater Tenebrarum intentan entrar en su habitación. Rose huye por detrás y entra en una puerta escondida detrás de unas cortinas, lastimándose la mano en el proceso. Rose consigue llegar a una salida, sin embargo otra misteriosa figura impide su huida. Sin darse cuenta, Rose accede a una parte antigua y abandonada de su edificio. En una decrépita habitación, donde los huesos y las telarañas son el decorado, la joven experimenta sucesos paranormales. Antes de que pueda huir, la Mater Tenebrarum la toma por detrás. Finalmente, Rose es guillotinada.
Mark llega al enorme edificio. Dentro de este conoce al personal: Carol y a tres inquilinos: el mudo Prof. Arnold, su joven enfermera y a Elise, la mejor amiga de Rose. Mark no tarda en darse cuenta de la desaparición de su hermana. Elise le cuenta a Mark que su hermana estaba segura de que el edificio es el hogar de una poderosa bruja. Además, ella le confiesa haberse sentido observada en algunos momentos. Ambos deciden terminar la investigación que Rose había comenzado, pero Elise es asesinada por Tenebrarum sin que Mark se de cuenta. El joven decide pedirle ayuda a Kazanian, el dueño de una biblioteca cercana al edificio, pero éste se niega a prestarle servicios. En la noche Kazanian es herido por mordeduras causadas por las ratas y finalmente es asesinado por Mater Tenebrarum. Dada la desaparición de Elise, su mayordomo y Carol se disponen a robarle todas sus pertenencias pero ambos también son asesinados por lacayos de Tenebrarum, causando un incendio en el proceso. 
Después de tantas horribles y sádicas muertes, todas relacionadas con el edificio, Mark se da cuenta del nivel de la situación y de que todo lo planteado por Rose era cierto. Siguiendo las pistas dejadas por Varelli, Mark accede por debajo de la habitación de Rose, a la habitación secreta del Prof. Arnold, quien en realidad es Emilio Varelli. El anciano confronta a Mark, pero éste consigue ahorcarlo con un cable de un aparato. Adentrándose más y más en el edificio, Mark llega a un salón medieval amueblado con antigüedades, donde se encuentra con la enfermera del Prof. Arnold, quien en realidad es la Mater Tenebrarum y  se transforma súbitamente en La Muerte. Mark consigue escapar de la habitación y del edificio con vida cuando llegan los bomberos. Finalmente, la Mater Tenebrarum perece al caerle encima los escombros envueltos en llamas. El edificio queda destruido al igual que todos sus horribles y oscuros secretos.

## Reparto
- Irene Miracle es Rose Elliott.
- Leigh McCloskey es Mark Elliott.
- Eleonora Giorgi es Sara.
- Daria Nicolodi es Elise De Longvalle Adler.
- Sacha Pitoëff es Kazanian.
- Alida Valli es Carol.
- Veronica Lazar es Mater Tenebrarum.
- Gabriele Lavia es Carlo.
- Feodor Chaliapin, Jr. es el profesor Arnold.
- Leopoldo Mastelloni es John.
- Ania Pieroni es Mater Lachrymarum.
- James Fleetwood es el cocinero.

## Concepción e influencias
Aunque suele afirmarse que Argento se inspiró en el opúsculo Levana y las señoras del dolor, perteneciente a Suspiria de profundis de Thomas de Quincey, a la hora de concebir Suspiria, lo cierto es que en Infierno esta influencia es mucho más evidente: de hecho, tanto los nombres de las tres siniestras brujas (que no aparecen en Suspiria) como gran parte de las citas de Varelli están sacados directamente del texto de Quincey.
Argento, coincidiendo con la escritura del guion, se sintió especialmente interesado por la alquimia y los arquetipos jungianos, lo que influyó decisivamente a la hora de dotar de un alto contenido esotérico al film.

## Realización
Pese a las apariencias, sólo una ínfima parte del final, limitada a algunos exteriores filmados en Central Park, se rodó en Nueva York. La residencia de Mater Tenebrarum era en realidad una serie de decorados construidos en los romanos estudios Elios. De los efectos especiales se ocupó Mario Bava que, al parecer, también sustituyó a Argento (enfermo de hepatitis) en el rodaje de algunas escenas. 
La banda sonora fue compuesta por el debutante Keith Emerson, quien compuso una partitura ambiental de estilo clásico, muy alejada del estilo Goblin.

## Miscelánea
Además de por su atractivo, Argento escogió a Irene Miracle para el papel de Rose Elliot porque era una excelente nadadora, sin prestar especial atención a sus capacidades como actriz.
Para la escena en que Kazanian ahoga a los gatos en el estanque de Central Park se creó un sofisticado dispositivo mecánico que simulaba el movimiento en el saco. Ningún animal fue herido.